# Несколько женщин
«Несколько женщин» (англ. Certain Women) ― американский драматический фильм 2016 года режиссёра, Келли Райхардт. Мировая премьера состоялась 24 января 2016 года на кинофестивале Сандэнс. Фильм был выпущен в США 14 октября 2016 года компанией IFC Films и собрал в прокате 1 068 054 доллара США, став самым кассовым фильмом Рейхардт на сегодняшний день.

## Сюжет
В Ливингстоне, штат Монтана, адвокат Лора Уэллс уже восемь месяцев имеет дело с недовольным клиентом Фуллером. Безработный из-за травмы на рабочем месте, которая сделала его инвалидом, он неоднократно навещал Лору в её офисе. Поскольку Фуллер не прислушивается к её советам, она отводит его к другому адвокату. Оценив дело, новый адвокат говорит ему то же самое, что сказала Лора: хотя компания Фуллера явно виновата в его травмах, он больше не может подавать в суд на неё, потому что ранее принял их первоначальное небольшое соглашение. По дороге домой Фуллер ссорится со своей женой. Он едет домой с Лорой Уэллс. По дороге он признаётся ей, что хочет застрелить своих бывших работодателей.
Поздно вечером того же дня Лоре звонит полиция. Фуллер вернулся на своё прежнее место работы и взял в заложники охранника. После того, как полиция подготовила её, она соглашается поговорить с Фуллером. Она входит в здание и находит его с его заложником. Фуллер просит её найти записи о его сотрудниках, которые включают материалы дела, которые компания использовала для урегулирования его заявления об инвалидности. Он заставил Лору прочитать всё досье, в котором чётко описано, как его обманули, лишив законного урегулирования. Фуллер решает отпустить охранника. Он просит Лору подождать его, подойдя к входу и сообщив полиции о своих требованиях, как будто на неё нацелен пистолет, в то время как он выскальзывает через заднюю дверь. Вместо этого Лора немедленно сообщает полиции, где находится Фуллер и его арестовывают.
Джина и Райан Льюис ― супружеская пара с дочерью-подростком, строящая свой собственный дом с нуля. Джина чувствует, что Райан постоянно подрывает её отношения с их дочерью, и её раздражает его поведение. По дороге домой из лагеря своего нового дома они решают остановиться в доме Альберта, пожилого человека, которого они знают, чтобы попытаться убедить его продать им песчаник на его участке. Пока они разговаривают, Джина пытается убедить Альберта продать ей песчаник, но он кажется рассеянным и заинтересован только в разговоре с Райаном. В конце концов Альберт предварительно соглашается отдать песчаник Джине и Райану. Джина, которая тайно записывала разговор, сигнализирует, что им следует уйти. В машине по дороге домой Джина жалуется на отсутствие поддержки Райана во время переговоров, и они спорят, является ли принятие песчаника правильным решением.
Некоторое время спустя Джина и Райан приезжают и загружают грузовик, полный песчаника. Она замечает, что Альберт наблюдает за ней из окна, и машет ему, но он не машет в ответ.
Джейми ― работница ранчо, живущая зимой в изоляции, ухаживающая за лошадьми на ферме за пределами Белфри. Направляясь однажды ночью в город, она видит, как машины сворачивают к школе, и следует за ними. Она узнаёт, что наткнулась на курс по праву образования, который ведёт молодой юрист Бет Трэвис. Джейми выходит поесть с Бет после занятий. Бет объясняет, что она живёт в Ливингстоне, который находится в четырёх часах езды отсюда, поэтому она должна совершать восьмичасовую поездку туда и обратно два раза в неделю, чтобы успеть на свою настоящую работу.
Несмотря на отсутствие интереса к закону об образовании, Джейми возвращается в класс неделю за неделей. Однажды она приводит на занятия одну из своих лошадей, и они с Бет едут на ней в закусочную. На следующей неделе она ошеломлена, когда узнаёт, что Бет уволилась и на постоянную замену ей назначена новая учительница. Затем Джейми немедленно покидает класс и едет прямо в Ливингстон. Проведя ночь в своей машине, она проводит утро, разъезжая по адвокатским конторам в надежде найти Бет. По дороге у неё возникают воспоминания о том, как она в прошлый раз ездила в город. Найдя её адрес, Джейми видит Бет на стоянке и говорит ей, что она приехала, зная, что если не сделает этого, то никогда больше её не увидит. Бет не отвечает, и Джейми уходит. По дороге домой она засыпает за рулём и выезжает в пустое поле.
Некоторое время спустя Лора навещает Фуллера в тюрьме. Он говорит, что понимает, как она вела себя, и просит её отвечать на его письма, просто чтобы не чувствовать себя такой одинокой. Она соглашается. Джина устраивает барбекю с друзьями на своей земле, и её муж ценит её работу. Она смотрит на песчаник и улыбается. Джейми продолжает работать на ранчо.

## В ролях
- Лора Дерн ― Лора
- Кристен Стюарт ― Бет
- Мишель Уильямс ― Джина
- Лили Гладстоун ― Джейми
- Джеймс Легро ― Райан
- Джаред Харрис ― Фуллер
- Рене Обержонуа ― Альберт
- Джон Гетц ― Шерифф

## Критика
Фильм получил признание критиков после премьеры в Сандэнс. Rotten Tomatoes называет фильм «свежим» и оценивает его в 92% из 192 опубликованных отзывов, со средним баллом 7,8 из 10. Критический консенсус веб-сайта гласит: Фильм «Несколько женщин» ещё больше демонстрирует дар писателя-режиссёра Келли Райхардт рассказывать истории обычных людей с необычным сочувствием и мастерством. На Metacritic фильм получил оценку 82 из 100, основанную на 38 критиках, что указывает на всеобщее признание.

## Награды и номинации
| List of awards and nominations             | List of awards and nominations | List of awards and nominations | List of awards and nominations                     | List of awards and nominations | List of awards and nominations |
| Награда                                    | Дата церемонии                 | Категория                      | Номинант                                           | Результат                      | Примечание                     |
| ------------------------------------------ | ------------------------------ | ------------------------------ | -------------------------------------------------- | ------------------------------ | ------------------------------ |
| Alliance of Women Film Journalists         | December 21, 2016              | Best Woman Director            | Kelly Reichardt                                    | Номинация                      | [ 10 ] [ 11 ]                  |
| Alliance of Women Film Journalists         | December 21, 2016              | Best Woman Screenwriter        | Kelly Reichardt                                    | Победа                         | [ 10 ] [ 11 ]                  |
| Boston Society of Film Critics             | December 11, 2016              | Best Supporting Actress        | Lily Gladstone                                     | Победа                         | [ 12 ]                         |
| Boston Society of Film Critics             | December 11, 2016              | Best Cast                      | The cast of Certain Women                          | Runner-up                      | [ 12 ]                         |
| Chicago Film Critics Association           | December 15, 2016              | Best Supporting Actress        | Lily Gladstone                                     | Номинация                      | [ 13 ]                         |
| Chicago Film Critics Association           | December 15, 2016              | Most Promising Performer       | Lily Gladstone                                     | Номинация                      | [ 13 ]                         |
| Florida Film Critics Circle                | December 23, 2016              | Best Supporting Actress        | Lily Gladstone                                     | Номинация                      | [ 14 ]                         |
| Gotham Awards                              | November 28, 2016              | Best Feature                   | Certain Women                                      | Номинация                      | [ 15 ]                         |
| Gotham Awards                              | November 28, 2016              | Breakthrough Actor             | Lily Gladstone                                     | Номинация                      | [ 15 ]                         |
| Gotham Awards                              | November 28, 2016              | Audience Award                 | Certain Women                                      | Номинация                      | [ 15 ]                         |
| Independent Spirit Awards                  | February 25, 2017              | Best Director                  | Kelly Reichardt                                    | Номинация                      | [ 16 ]                         |
| Independent Spirit Awards                  | February 25, 2017              | Best Supporting Female         | Lily Gladstone                                     | Номинация                      | [ 16 ]                         |
| IndieWire Critics Poll                     | December 19, 2016              | Best Director                  | Kelly Reichardt                                    | 7th Place                      | [ 17 ]                         |
| IndieWire Critics Poll                     | December 19, 2016              | Best Supporting Actress        | Lily Gladstone                                     | Победа                         | [ 17 ]                         |
| IndieWire Critics Poll                     | December 19, 2016              | Best Supporting Actress        | Kristen Stewart                                    | 8th Place                      | [ 17 ]                         |
| London Film Festival                       | October 16, 2016               | Best Film                      | Certain Women                                      | Победа                         | [ 18 ]                         |
| Los Angeles Film Critics Association       | December 4, 2016               | Best Supporting Actress        | Lily Gladstone                                     | Победа                         | [ 19 ]                         |
| National Society of Film Critics           | January 7, 2017                | Best Supporting Actress        | Lily Gladstone                                     | 2nd Place                      | [ 20 ]                         |
| New York Film Critics Circle               | December 1, 2016               | Best Supporting Actress        | Michelle Williams (also for Manchester by the Sea) | Победа                         | [ 21 ]                         |
| Online Film Critics Society                | January 3, 2017                | Best Supporting Actress        | Lily Gladstone                                     | Номинация                      | [ 22 ]                         |
| San Diego Film Critics Society             | December 12, 2016              | Best Supporting Actress        | Lily Gladstone                                     | Номинация                      | [ 23 ] [ 24 ]                  |
| San Diego Film Critics Society             | December 12, 2016              | Breakthrough Artist            | Lily Gladstone                                     | Победа                         | [ 23 ] [ 24 ]                  |
| San Francisco Film Critics Circle          | December 11, 2016              | Best Supporting Actress        | Lily Gladstone                                     | Номинация                      | [ 25 ] [ 26 ]                  |
| St. Louis Gateway Film Critics Association | December 18, 2016              | Best Supporting Actress        | Lily Gladstone                                     | Номинация                      | [ 27 ]                         |
| Women Film Critics Circle                  | December 19, 2016              | Best Movie about Women         | Certain Women                                      | Номинация                      | [ 28 ]                         |
| Women Film Critics Circle                  | December 19, 2016              | Best Movie by a Woman          | Certain Women                                      | Номинация                      | [ 28 ]                         |
| Women Film Critics Circle                  | December 19, 2016              | Best Woman Storyteller         | Kelly Reichardt                                    | Номинация                      | [ 28 ]                         |
| Women Film Critics Circle                  | December 19, 2016              | Best Female Images in a Movie  | Certain Women                                      | Номинация                      | [ 28 ]                         |
| Women Film Critics Circle                  | December 19, 2016              | Courage in Filmmaking          | Kelly Reichardt                                    | Номинация                      | [ 28 ]                         |
| Women Film Critics Circle                  | December 19, 2016              | Courage in Acting              | Lily Gladstone                                     | Номинация                      | [ 28 ]                         |
| Women Film Critics Circle                  | December 19, 2016              | The Invisible Woman Award      | Lily Gladstone                                     | Номинация                      | [ 28 ]                         |